# 山口可純
山口可純（Yamaguchi Kasumi，1997年11月21日—）是日本田徑運動員，專攻長跑項目。她代表日本參加2017年夏季世界大學運動會田徑比賽女子半程馬拉松項目，獲得個人第11名及團體金牌。

## 賽事記錄
| 年        | 賽事           | 舉辦城市   | 名次      | 項目           | 記錄      |
| 代表 日本 | 代表 日本      | 代表 日本  | 代表 日本 | 代表 日本      | 代表 日本 |
| --------- | -------------- | ---------- | --------- | -------------- | --------- |
| 2017      | 世界大學運動會 | 臺灣臺北市 | 第11名    | 半程馬拉松     | 1:21:55   |
| 2017      | 世界大學運動會 | 臺灣臺北市 | 冠軍      | 團體半程馬拉松 | 3:43:35   |

## 外部連結
- 山口可純在的頁面